# Antoine Chambert-Loir
Antoine Chambert-Loir (26 de abril de 1971) é um matemático francês, que trabalha com geometria algébrica aritmética.

## Vida
Chambert-Loir obteve um doutorado em 1995 na Universidade Pierre e Marie Curie, orientado por Daniel Bertrand, com a tese Extensions vectorielles, périodes et hauteurs. Foi professor da École polytechnique, depois da Universidade de Rennes I, da Universidade Paris-Sul, sendo desde 2015 professor da Universidade Paris-Diderot.
Em 2009 foi Von Neumann Fellow no Instituto de Estudos Avançados de Princeton. Recebeu o Prêmio Ferran Sunyer i Balaguer de 2017. Foi eleito em 2023 membro da Academia Europaea.

## Publicações selecionadas
- Field Guide to Algebra, Springer Verlag 2005
- com Serge Cantat, Vincent Guedj Quelques aspects des systèmes dynamiques polynomiaux, Panorama et Synthèse, Band 30, SMF 2010
  - Darin von Chambert-Loir das Kapitel Theorèmes d'equidistribution pour les systèmes dynamiques d'origine arithmétique, S. 203–294,  mit Cantat: Dynamique p-adique (d´après les exposés de Jean-Christophe Yoccoz), S. 295.
- Mesures et équidistribution sur des espaces de Berkovich, J. reine angew. Mathematik, Band 595, 2006, S. 215–235, Arxiv
- com François Loeser Motivic Height Zetafunctions, 2013
- Lectures on height zeta functions: At the confluence of algebraic geometry, algebraic number theory, and analysis, Lectures French-Japanese Winter School, Miura 2008
- Heights and measures on analytic spaces. A survey of recent results, and some remarks, in: Raf Cluckers, Johannes Nicaise, Julien Sebag Motivic Integration and its Interactions with Model Theory and Non-Archimedean Geometry, London Mathematical Society Lecture Note Series 384, Cambridge University Press 2011, S. 1–50, Arxiv
- Points de petite hauteur sur les variétés semi-abéliennes, Annales scientifiques de l'École Normale Supérieure, 33, 2000, 789-821.
- Géométrie d'Arakelov et hauteurs canoniques sur des variétés semi-abéliennes, Mathematische Annalen, 314, 1999, 381-401.
- Théorie de Dieudonné cristalline et périodes p-adiques, 1997
- com Jean-Benoît Bost Analytic curves in algebraic varieties over number fields, in Tschinkel, Yuri Manin Algebra, Arithmetic and Geometry, Birkhäuser 2009, Arxiv